# Federació Valenciana de Motociclisme
La Federació Valenciana de Motociclisme o Federació de Motociclisme de la Comunitat Valenciana (FMCV), és l'òrgan director de les diferents modalitats d'aquest esport al País Valencià. Està presidida per José Luis Berenguer. Les diferents categories que acull aquesta federació són Trial, Trial "Els Nanos" i clàssiques, Enduro i resistència, Motocròs, Supermotard, Minimotard IMR, Turismes, Velocitat Territorial, Velocitat Mediterrània, Escola de Motocròs i Escola de Trial. La federació va començar a impartir un curs d'entrenador de pilots durant el curs 2009-2010 per tal de regularitzar el sector i professionalitzar-lo.
La federació es va formar el 1982 i durant 27 anys, va ser presidida per Salvador Gascón Ortega, que havia estat presidint prèviament el Moto Club Cullera. Durant l'etapa al capdavant, la FMCV va intentar construir un gran circuit a Cullera, malgrat que no reeixí per problemes en la titularitat dels terrenys. Els anys següents, es plantejaren d'altres possibles ubicacions, com Llaurí, però tampoc reixiren.